# Ecaterina Chinezu
Ecaterina Chinezu (n. 1798, Iași, Moldova – d. 4 octombrie 1879) a fost o scriitoare și o traducătoare română.
S-a născut într-o familie de mici boieri moldoveni, tatăl ei fiind Hagi Andonie (Andronachi). S-a căsătorit cu  Mihalache Chinezu în jurul anului 1820, cei doi având trei copii, Nicolae, Dimitrie și Smărăndița. Începe să scrie după moartea soțului din aprilie 1843.
A scris satiră în versuri, Urzici pentru unile din femei (1850) și Urzici pentru unii din bărbați (1850) fiind cele mai cunoscute poezii, o meditație asupra morții - Meditația unei văduve (1851), toate fiind publicate în revista „Zimbrul” și câteva stihuri după moartea nepoatei sale, Ecaterina Florescu, Necrologul unei tinere copiliții.

## Traduceri
- Autori neidentificați, Istoria lui Ferdinando și a Izabelii, partea I, Iași, 1865;
- Autori neidentificați, Istoria lui Ferdinando și a Izabelii, partea a II-a, Iași, 1866;
- Istoria lui Polidor și a Erato, 1866;
- Heliodor, Istoria lui Teaghen și a Hariclii, 1866.